# Petr Soukup (sociolog)
Petr Soukup (* 26. května 1976) je český sociolog a ředitel Institutu sociologických studií Fakulty sociálních věd UK. Ve své práci se zabývá zejména sociologií vzdělávání, environmentální sociologií a kvantitativními metodami výzkumu.

## Život a studium

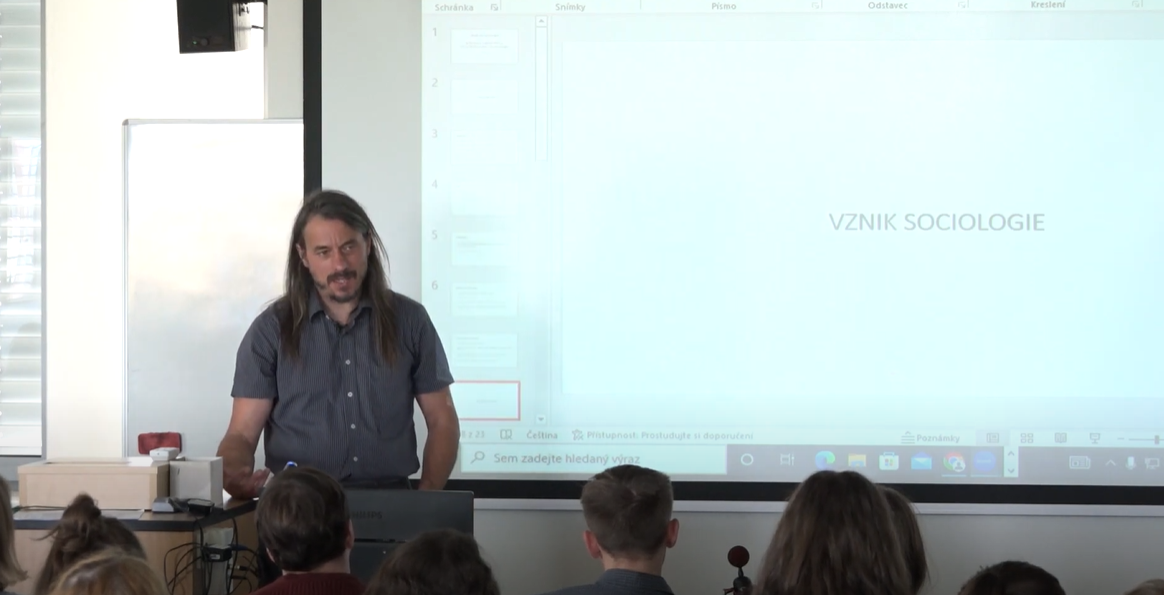
Přednáška Petra Soukupa na portálu YouTube

Petr Soukup vystudoval Fakultu informatiky a statistiky VŠE obor Statisticko-pojistné inženýrství (titul Ing). Následně získal magisterské tituly na Právnické fakultě UK a na Fakultě sociálních věd UK z oboru Sociologie, kde také získal tituly PhDr. a Ph.D. (disertační práce na téma P a D (statistická a věcná významnost a jejich praktické užívání v českých sociálních vědách)).
Pracoval v agentuře NFO Aisa jako analytik, poté několik let působil v Sociologickém ústavu Akademie věd ČR a následně v Ústavu pro informace ve vzdělávání na Ministerstvu školství ČR. Je externím lektorem ve firmě Acrea, kde vyučuje analytické procedury v programu SPSS. Pod Českou sociologickou společností také pořádal v letech 2020 a 2022 letní a zimní metodologické školy.
Vedle předmětu Úvod do sociologie na Fakultě sociálních věd (FSV) vyučuje zejména kvantitativní metody výzkumu. Na této fakultě také působil jako proděkan pro studijní záležitosti. V roce 2017 neúspěšně kandidoval na děkana fakulty a následně se roku 2021 stal ředitelem Institutu sociologických studií. Též přednáší na České zemědělské univerzitě v Praze a na Fakultě sociálních studií Masarykovy univerzity v Brně.
Na svém osobním profilu na portálu YouTube i na profilu Institutu sociologických studií publikuje vzdělávací videa a nahrávky z přednášek.

## Dílo

### Statistická analýza sociálněvědních dat (prostřednictvím SPSS)
Kniha Statistická analýza sociálněvědních dat (prostřednictvím SPSS) je učebnicí statistiky určenou zejména pro studenty bakalářských a magisterských kurzů. V knize jsou prezentovány základní metody kvantitativního výzkumu při zpracování dat za použití programu IBM SPSS. Na českém trhu byla kniha první titulem tohoto druhu a po vydání v roce 2019 se zařadila mezi 20 nejprodávanějších titulů nakladatelství Masarykovy Univerzity. Petr Soukup spolu se spoluautory Petrem Marešem a Ladislavem Rabušičem obdrželi za toto dílo v roce 2020 cenu Jaroslava Jirsy za nejlepší učebnici roku v oboru přírodovědném a matematicko-fyzikálním.

### Pokročilá analýza dat v SPSS a Amos
Tato kniha navázala na knihu Statistická analýza sociálněvědních dat (prostřednictvím SPSS). Jedná o pokročilou učebnici, ve které jsou popsány do detailů složitější postupy zmíněné v předchozí knize. Jelikož jsou úlohy komplexní a jdou již nad rámec programu SPSS, tak se první část knihy věnuje strukturním modelům v softwaru AMOS. Kromě strukturních modelů se kniha zabývá i aplikací víceúrovňových modelů a v závěru knihy představuje postupy pro kategoriální data.

### Teachers’ active responses to bullying: Does the school collegial climate make a difference?
Tato studie se zabývá kolegiálním prostředím mezi pedagogy. Studie se snažila prokázat a zjistit, jestli má spolupráce a komunikace mezi: pedagogem a vedením, pedagogem a jiným pedagogem, dopad na reakce učitelů na šikanu na studijních institucích. Ve studii jsou rozlišeny čtyři jednotlivé aspekty, kterými se může šikana řešit, a těmi jsou: zásah do konfliktu z pozice učitele jako autority, potom dodání sebevědomí a řešení situace s obětí, dále řešení situace s agresorem a nakonec zapojení ostatních dospělých (ve studii se také přihlíží na věk pedagoga, i jeho pohlaví, zkušenosti s pedagogikou atd.). Jako hlavní proměnná bylo vybráno 740 učitelů ze 118 škol v České republice. V případě spolupráce pedagoga a vedení nebyly odhaleny žádné významné reakce. V případě spolupráce pedagoga a pedagoga na individuální úrovni byly zjištěny pozitivní výsledky v oblasti zásahu do konfliktu z pozice učitele jako autority. V případě spolupráce pedagoga a pedagoga na školní úrovni byly zjištěny pozitivní výsledky v řešení situace s agresorem. Výsledky studie tedy naznačily, že pro řešení šikany na studijních institucích by se měla podporovat spolupráce mezi pedagogy na školní úrovni.

### The Effect of Academic Discipline on Policy Attitudes: The Case of Czech University Students
Petr Soukup si v tomto článku společně s Arnoštem Veselým kladl otázku, zda se studenti různých vysokoškolských oborů (konkrétně práva, ekonomie, pedagogiky, politologie a žurnalistiky) liší i ve svých politických názorech. Autoři došli k závěru, že, ačkoliv obor studia není příliš dobrým prediktorem politické orientace, zejména studenti práv, ekonomických a pedagogických oborů jsou celkově více pravicově směřující. Podobně se text zabýval i názory studentů různých disciplín na nástroje vlády. I zde výsledky naznačily pouze slabý efekt s tím, že studenti žurnalistiky spíše preferovali informační nástroje zatímco studenti práv nástroje regulatorní. Studenti politologie také nejvíce z těchto skupin považovali politické nástroje souhrnně za nejvíce efektivní.

### Další publikace
Petr Soukup se ve svých odborných publikacích zaměřuje zejména na oblasti statistických metod zpracování dat a sociologie vzdělávání. Jeho články, knihy a další příspěvky byly podle platformy Google Scholar citovány ke konci roku 2022 více než 800krát.

## Vybraná literatura
- SOUKUP, Petr. Pokročilá analýza dat v SPSS a AMOS. Brno: Masarykova univerzita, 2022. ISBN 978-80-210-9935-7
- RABUŠIC, Ladislav, Petr SOUKUP a Petr MAREŠ. Statistická analýza sociálněvědních dat (prostřednictvím SPSS). 2., přepracované vydání. Brno: Masarykova univerzita, 2019. ISBN 978-80-210-9248-8
- JEŘÁBEK, Hynek a Petr SOUKUP, ed. Advanced Lazarsfeldian methodology. Praha: Karolinum, 2008. ISBN 978-80-246-1521-9
- SIMONOVÁ, Natalie a Petr SOUKUP. Evolution and determination of educational inequalities in the Czech Republic between 1955 and 2002 in the European context. Praha: Sociologický ústav AV ČR, 2008. ISBN 978-80-7330-141-5
- KOLLEROVÁ, Lenka - SOUKUP, Petr - STROHMEIER, Dagmar - CARAVITA, Simona C. S. Teachers' active responses to bullying: Does the school collegial climate make a difference?. European Journal of Developmental Psychology. 2021, 18(6), 912-927. ISSN 1740-5629
- KOLLEROVÁ, Lenka - YANAGIDA, Takuya - MAZZONE, Angela - SOUKUP, Petr - STROHMEIER, Dagmar. "They Think that I Should Defend": Effects of Peer and Teacher Injunctive Norms on Defending Victimized Classmates in Early Adolescents. Journal of Youth and Adolescence. 2018, 47(11), 2424-2439. ISSN 0047-2891.
- SOUKUP, Petr. Mladí, Internet a bezpečnost. Kritické listy. 2009, 2009(35), 5-7. ISSN 1214-5823.
- SOUKUP, Petr - LUPAČ, Petr - SLÁDEK, Jan - NOVÁKOVÁ, Petra - BUCHTÍK, Martin. Češky a Češi v kyberprostoru. Bezpečnostní teorie a praxe. 2009, 10(3), 3-18. ISSN 1801-8211.